# Tründle and Spring
Tründle and Spring là EP đầu tay của ban nhạc punk rock người Mỹ Pinhead Gunpowder. Ban đầu đĩa mở rộng được phát hành vào năm 1991 thông qua No Reality Records. EP sau đó đã được phát hành lại thông qua Duotone Records và Take a Day Records.

## Danh sách bài hát
Tất cả các bài hát được viết bởi Aaron Cometbus.

### Mặt A
1. "Dull" - 2:03
2. "Keeping Warm in the Nighttime" - 1:48

### Mặt B
1. "MPLS Song" - 2:21
2. "In Control" - 2:29

## Nhân sự
- Aaron Cometbus - trống
- Bill Schneider - bass, giọng hát đệm
- Billie Joe Armstrong - guitar, giọng hát
- Mike Kirsch - guitar, vocal

Sản xuất
- Kevin Army - producer
- Murray Bowles - nhiếp ảnh